# Porta alchemica (Rivodutri)
La porta alchemica, detta pure porta ermetica, o portone di Nicolò, è un monumentale arco secentesco, in pietra calcarea, situato nel borgo di Rivodutri (provincia di Rieti) in via Umberto I. Fungeva da accesso principale del gentilizio palazzo barocco Camiciotti, agiata famiglia di amministratori dei beni pubblici ed ecclesiastici. La porta è decorata con sculture esoteriche, cabalistiche e alchemiche di non facile interpretazione. Tuttora la porta è aperta su un giardino, dato che la costruzione non è più esistente.

## Storia e descrizione
I rivodutrani la chiamano sempre il portone di Nicolò, poiché questa nobile casata, di origine siciliana, possedette l'edificio dal 1757, anno in cui lo ereditarono da don Bernardino Camiciotti, fino al 1874, quando fu ceduto al comune che lo adibì a istituto scolastico e ad abitazione per i dipendenti dell'ente.
Il palazzetto con l'inusuale ingresso fu, però, fatto costruire dai Camiciotti alla fine del secolo XVI, e le decorazioni vennero eseguite secondo i loro desideri da un ignoto scultore, assistito da un altrettanto anonimo alchimista: in quel periodo vari aristocratici cercavano di apprendere le conoscenze esoteriche, come capitò a Roma al marchese Massimiliano Palombara, committente della famosa porta magica nella sua villa, e assiduo frequentatore di palazzo Riario, dimora della regina Cristina di Svezia che vi fece allestire un frequentato laboratorio.
La porta deve essere sempre analizzata e osservata attentamente e soltanto il soggetto possessore delle opportune cognizioni e dell'adeguata chiave potrà comprendere e palesare il suo ermetismo.
Nella base del battente destro compare la frase QUID HOC FORTIUS con le quattro linee rette allusive ai quattro elementi. Nella porta di Rivodutri è stato individuato anche l'emblema del dio Ermes, primo ricercatore della pietra filosofale.
Altre figure o scritte rilevanti sono: LA NAVICELLA CHE ATTRAVERSA IL MARE, L'ALBERO CON I FRUTTI, EX TUA MEA LUX - EX MEA TUA, TOT MIHI SUNT VIRES, REX E REGINA. Abbastanza comuni nella simbologia cristiana, nondimeno, dato che la maggior parte degli alchimisti implorava il sostegno di Dio per l'esito soddisfacente dei propri esperimenti.
La porta, diversamente da quella di Roma, contiene il concetto simbolico della PALMA, evocativo di affermazione, elevazione, rinnovo, vita eterna, equilibrio e fascino. La palma di dattero tutela l'amore, le arti della danza e della musica.
Anna Maria Partini e Claudio Lanzi, nel loro libro, definiscono la porta come "un autentico testo di ermetismo, ancora non completamente svelato, ma colmo di indicazioni e segnali celebrativi dell'Ars Regia che per secoli ha attratto e sensibilizzato le menti più luminose e nobili del mondo occidentale".
I professori Valerio Leoni, Monica Sampalmieri e Luca Vannozzi propongono, invece, una suggestiva interpretazione dei significati dell'arco di Rivodutri: "riporta i simboli che esprimono la trasmutazione non solo e non tanto dei metalli in oro, quanto della psiche e dei rapporti tra corpo-anima-spirito nell'uomo...".
Una recente pubblicazione dà una nuova lettura della simbologia del manufatto, orientata in senso cristologico. L'autore individua nei due volti che sormontano l'Arco, Dioniso e Arianna, sua sposa. Dioniso è il solo dio nato da Giove fuori del matrimonio (tutti gli altri sono semidei), in quanto generato dallo stesso Giove. Narra la leggenda che Zeus, invaghitosi della principessa Semele, attendesse da lei un figlio e che le avesse ordinato di non rivelarne a nessuno la paternità. La giovane, per difendersi dalle derisioni delle sorelle, dopo lunghe sopportazioni, disobbedì, chiamando a testimone lo stesso Giove. Costui la punì fulminandola, ma il feto non ne risentì, tanto che decise di portare a compimento la gestazione cucendoselo all'interno della coscia. Dioniso, dunque, nacque da Giove: "Dio da Dio, Luce da Luce, Dio vero da Dio vero, generato, non creato, della stessa sostanza del Padre...", esattamente come recita il "Credo". Per l'autore, l'affinità Dioniso-Cristo è evidente, come quella fra Arianna e la Chiesa. L'amore coniugale sarebbe richiamato dalla sottostante iscrizione UNA (RES?), una sola cosa, secondo quanto tramandato dalla Lettera di Giovanni Apostolo agli Efesini, invitati a considerare il legame sponsale alla stessa stregua di quello fra Cristo e la Chiesa. Il riferimento religioso è, per l'autore, avvalorato da un verso del Cantico dei Cantici collocato nella parte interna di una colonna dell'Arco SUB UMBRA ILL(IUS) QU(EM) DESIDERA(VERAM) ... che riporta il canto d'amore di una giovane sposa all'amato. L'Amore in genere, e quello coniugale in particolare dominerebbero il messaggio racchiuso nel manufatto, alchemico in quanto capace di trasmutare i soggetti coinvolti nello spirito e nella materia. La presenza crescente di giovani coppie di sposi che attraversano l'Arco con il proposito e la speranza di rendere eterno il loro legame sarebbe testimonianza di fede e d'amore. 
Un'altra singolare porta con raffigurazioni nascoste è quella del palazzetto del podestà a Collemancio, in Umbria.